# Crescenzago
Crescenzago is een metrostation in de Italiaanse stad Milaan dat werd geopend op 26 mei 1969 en wordt bediend door lijn 2 van de metro van Milaan.

## Geschiedenis
Het station is genoemd naar de buurt rondom en werd gebouwd in het kader van de bouw van een vrije baan voor de interlokale tram naar het Addadal. In 1959 werd een project ingediend om de bestaande interlokale tram van de weg te halen en als sneltram op een vrije baan te brengen in verband met het toenemende wegverkeer. De vrije baan ten oosten van de Lambro werd tussen 1962 en 1968 gebouwd en het deel, waaronder Crescenzago, tussen de Lambro en de stad volgde begin 1969. Op 26 mei 1969 begon de sneltramdienst over de vrije baan ten westen van de Lambro. Tijdens de aanleg van de vrije baan werd besloten om deze te koppelen aan metrolijn 2 die sinds 1964 in aanbouw was, zodat reizigers zonder overstappen van en naar de stad konden rijden. Op 27 september 1969 werd lijn 2 geopend en een dag later begon de metrodienst tussen de Lambro en Caiazzo. Op het bovengrondse deel reden de sneltrams en metrostellen door elkaar waarbij de sneltrams naar het eindpunt bij de Piazza Sire Raul reden en de metrostellen via een helling tussen Cimiano en Udine over de M2 reden. In 1972 werden de trams uitgerangeerd en sinds 4 december 1972 wordt de gehele dienst verzorgd door de metro als noordoostelijk deel van de M2.

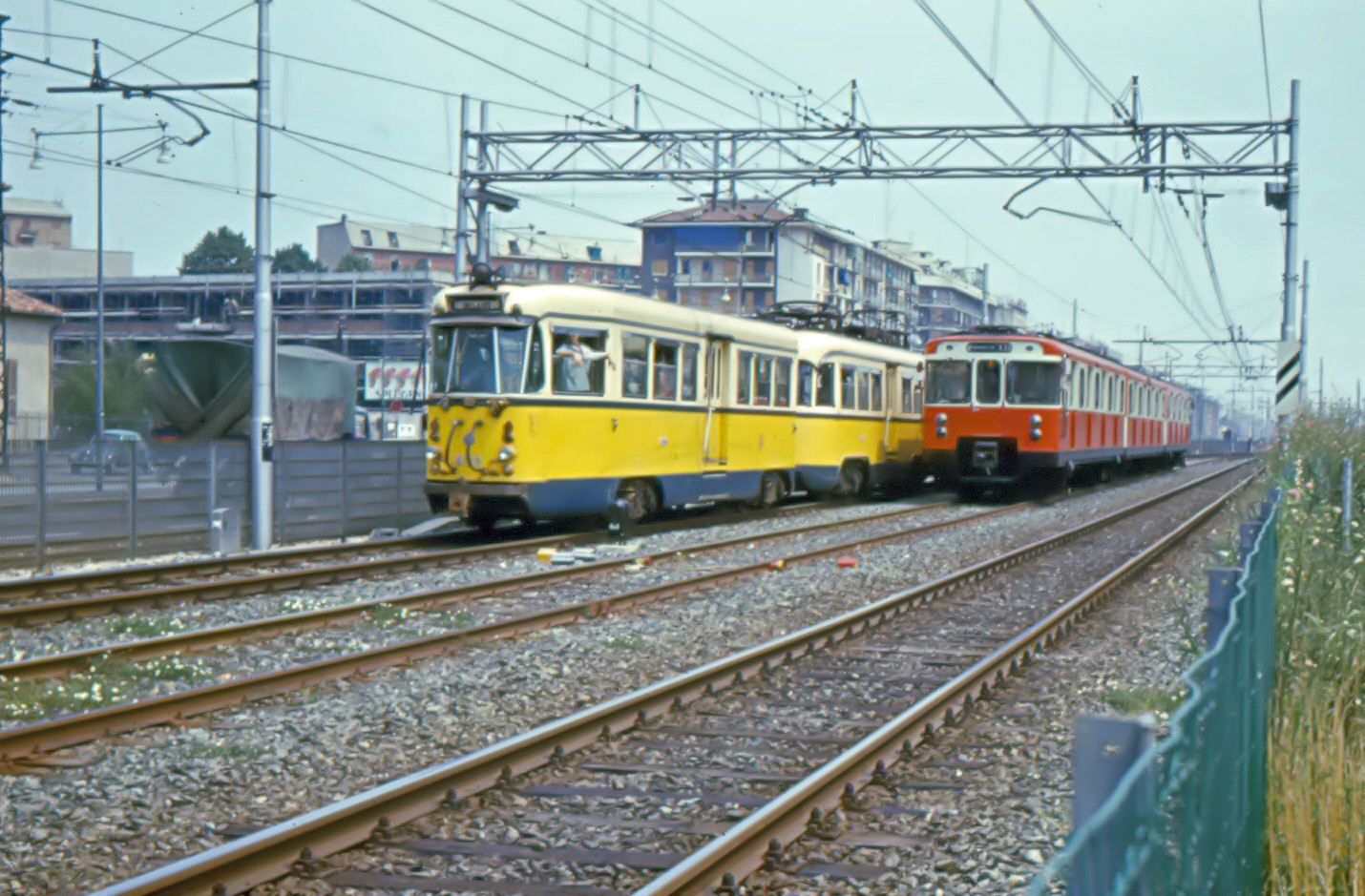
Gemengd metro/trambedrijf op de drie sporen ten zuiden van het station.
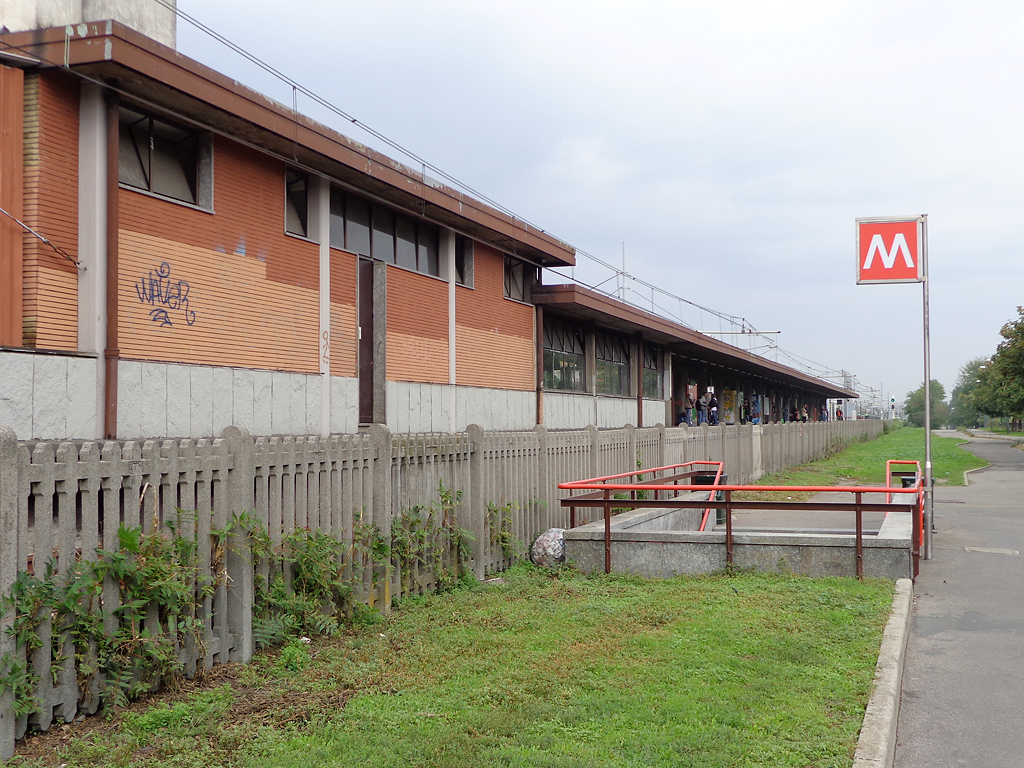
De toegang bij het P&R-terrein
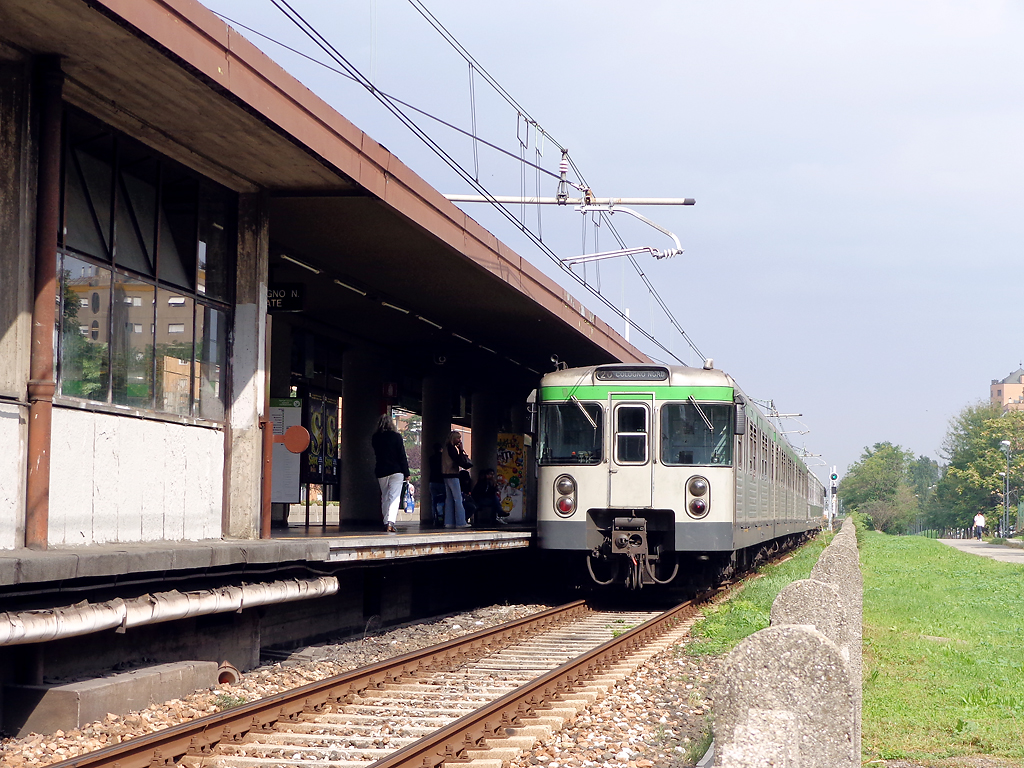
Een metrostel richting Cologno langs het perron

## Ligging en inrichting
Het station ligt parallel aan de oostkant van de Via Palmanova ter hoogte van de Via Rovigo. Onder de Via Palmanova ligt een voetgangerstunnel die de bushaltes bij de Via Rovigo met het P&R ten zuidoosten van het station verbindt. De verdeelhal is toegankelijk vanuit de voetgangerstunnel en ligt onder de sporen aan de westkant van het perron. In de verdeelhal is een kiosk aanwezig aan de binnenkant van een afsluitbare glazenwand tussen verdeelhal en voetgangerstunnel. Verdeelhal en perron zijn onderling verbonden met een roltrap en twee vaste trappen waarvan er een is voorzien van een traplift voor rolstoelgebruikers. Het perron zelf is gedeeltelijk voorzien van een overkapping en is eveneens van een afsluitbare glazenwand voorzien aan de kant van de (rol)trappen. Ten zuiden van het station liggen twee doorgaande sporen met daartussen een opstelspoor dat zowel vanaf Cimiano als Crescenzago berijdbaar is. Ten noorden van het station loopt het dubbelspoor langs de Via Palmanova tot de brug over de Lambro. Het P&R-terrein heeft geen rechtstreekse aansluiting op de Via Palmanova zodat automobilisten pas bij Cascina Gobba over de autoweg kunnen rijden.    